# Onthophagus trianguliceps
Onthophagus trianguliceps là một loài bọ cánh cứng trong họ Bọ hung (Scarabaeidae).